# Aleksiej Zasuchin
Aleksiej Fiedosiejewicz Zasuchin (ros. Алексей Федосеевич Засухин, ur. 18 marca 1937 w Jekaterynburgu (wówczas: Swierdłowsk), zm. 27 maja 1996 tamże() – radziecki bokser, wicemistrz Europy z 1961.
Walczył w wadze piórkowej (do 57 kg), podobnie jak jego starszy brat Aleksandr (który był jego trenerem). Zdobył w niej srebrny medal na mistrzostwach Europy w 1961 w Belgradzie, gdzie po wygraniu dwóch walk przegrał w finale z Francisem Taylorem z Anglii.
Był mistrzem ZSRR w wadze piórkowej w 1961, wicemistrzem w 1962 i brązowym medalistą w 1960.
Po zakończeniu kariery pracował jako trener.